# Lista de património edificado na cidade do Porto
Esta lista é uma sublista da Lista de património edificado em Portugal para a cidade do Porto, baseada nas listagens do IPPAR de Março de 2005 e atualizações.
Legenda:
- Os monumentos podem eventualmente ter várias designações, sendo estas separadas nesse caso pela conjunção "ou";
- Por vezes vários edifícios fazem parte de uma mesma classificação patrimonial, sendo nesse caso separados pela conjunção "e";
- A existência de dois graus de classificação diferente para um mesmo monumento (usualmente VC e outro) significa que este aguarda uma classificação definitiva, se bem que tenha sido homologado com o grau indicado (ex: VC-IIP é um imóvel em vias de classificação, homologado com o grau de Imóvel de Interesse Público).

Observação: São preservadas as denominações adoptadas pelo IPPAR, mesmo que elas apresentem outras alternativas. Nestes casos há redireccionamento para aquela em que o artigo está redigido, podendo ou não esta designação aparecer na lista.

## Lista
| ID       | Designações | Categoria                                                           | Tipologia           | Freguesia       | Grau | Ano  | Coordenadas                           | Imagem       |
| -------- | --- | ------------------------------------------------------------------- | ------------------- | --------------- | ---- | ---- | ------------------------------------- | ------------ |
| 70765    | Alfândega Nova (Procedimento caducado - sem protecção legal) | Arquitectura civil                                                  | Alfândega           | Miragaia        | E/A  | 2012 | 41.143154° N 8.62165° O               |              |
| 71533    | Alminhas da Ponte | Arquitectura religiosa                                              | Alminhas            | São Nicolau     | IIM  | 1982 | 41.140719° N 8.611031° O              |              |
| 9151383  | Bairro da Cooperativa "O Lar Familiar" (encerrado/arquivado-sem protecção legal) | Arquitectura civil                                                  | Bairro              | Lordelo do Ouro | E/A  | 2008 | 41.15961° N 8.651916° O               |              |
| 330416   | Bloco da Carvalhosa (Em Vias de Classificação) | Arquitectura civil                                                  | Edifício            | Cedofeita       | VC   | 2013 | 41.156540429326° N 8.620126247406° O  |              |
| 328750   | Bloco de Costa Cabral | Arquitectura civil                                                  | Edifício            | Paranhos        | MIP  | 2013 | 41.166516° N 8.595316° O              |              |
| 330360   | Bloco Luso-Lima ou Conjunto habitacional do Campo Luso (Procedimento caducado - sem protecção legal) | Arquitectura civil                                                  | Edifício            | Paranhos        | E/A  | 2012 | 41.162288° N 8.59942° O               |              |
| 330296   | Bloco de Habitação Colectiva "Ouro" (Procedimento caducado - sem protecção legal) | Arquitectura civil                                                  | Edifício            | Bonfim          | E/A  | 2012 | 41.14843° N 8.599656° O               |              |
| 74502    | Café Majestic | Arquitectura civil                                                  | Café                | Santo Ildefonso | IIP  | 1983 | 41.147366° N 8.606515° O              | Mais imagens |
| 74378    | Capela do Divino Coração de Jesus ou Capela dos Pestanas | Arquitectura religiosa                                              | Capela              | Santo Ildefonso | IIP  | 1996 | 41.153301° N 8.611793° O              | Mais imagens |
| 70200    | Capela de Nossa Senhora de Agosto ou Capela dos Alfaiates | Arquitectura religiosa                                              | Capela              | Sé              | MN   | 1927 | 41.143242° N 8.6074° O                | Mais imagens |
| 342629   | Capela de Nossa Senhora da Conceição (Foz do Douro) (encerrado/arquivado-sem protecção legal) | Arquitectura religiosa                                              | Capela              | Foz do Douro    | E/A  | 2006 | 41.151659° N 8.668672° O              |              |
| 71844    | Capela da Ramada Alta ou Capela do Senhor do Calvário ou Capela de Nossa Senhora das Dores (encerrado/arquivado-sem protecção legal) | Arquitectura religiosa                                              | Capela              | Cedofeita       | E/A  | 2007 | 41.160563097231° N 8.6216068267822° O |              |
| 74379    | Capela de Santa Catarina ou Capela das Almas | Arquitectura religiosa                                              | Capela              | Santo Ildefonso | IIP  | 1993 | 41.148378° N 8.606172° O              | Mais imagens |
| 70802    | Capela de São Francisco de Paula / Capela de São Francisco Xavier / Capela da Quinta dos Frades / Capela da Quinta do Gouveia (Rua de Serralves) (encerrado/arquivado-sem protecção legal)                                                                    | Arquitectura religiosa                                              | Capela              | Lordelo do Ouro | E/A  | 2003 | 41.15611° N 8.650989° O               |              |
| 71483    | Capela do Senhor e Senhora da Ajuda | Arquitectura religiosa                                              | Capela              | Lordelo do Ouro | IIM  | 1993 | 41.148821° N 8.655369° O              |              |
| 73489    | Capela do Senhor dos Passos | Arquitectura religiosa                                              | Capela              | Sé              | IIP  | 1978 | 41.14321407° N 8.61137233° O          | Mais imagens |
| 70201    | Casa da Rua da Alfândega Velha ou Casa do Infante | Arquitectura civil                                                  | Casa                | São Nicolau     | MN   | 1924 | 41.140693° N 8.614462° O              | Mais imagens |
| 330415   | Casa na Rua do Amial (Procedimento caducado - sem protecção legal) | Arquitectura civil                                                  | Casa                | Paranhos        | E/A  | 2012 | 41.181143° N 8.613429° O              |              |
| 330236   | Casa Aristides Ribeiro ou Casa do Passal | Arquitectura civil                                                  | Vivenda             | Paranhos        | MIP  | 2013 | 41.169827° N 8.594275° O              |              |
| 73298    | Casa e Capela do Bom Sucesso | Arquitectura religiosa                                              | Capela              | Massarelos      | MIP  | 2011 | 41.154785° N 8.628959° O              | Mais imagens |
| 74494    | Casa do Despacho da venerável Ordem Terceira de São Francisco | Arquitectura civil                                                  | Casa                | São Nicolau     | IIP  | 1977 | 41.141023° N 8.616271° O              | Mais imagens |
| 74495    | Casa do Dr. Domingos Barbosa ou Museu de Guerra Junqueiro | Arquitectura civil                                                  | Casa                | Sé              | IIP  | 1977 | 41.142528° N 8.610685° O              | Mais imagens |
| 74300    | Casa dos Ferrazes Bravos ou Casa dos Maias | Arquitectura civil                                                  | Casa                | Vitória         | IIP  | 1993 | 41.143747° N 8.614123° O              | Mais imagens |
| 330427   | Casa José Braga (Procedimento caducado - sem protecção legal) | Arquitectura civil                                                  | Casa                | Bonfim          | E/A  | 2012 | 41.159792° N 8.598618° O              |              |
| 9151245  | Casa Mário Amaral (encerrado/arquivado-sem protecção legal) | Arquitectura civil                                                  | Casa                | Bonfim          | E/A  | 2006 | 41.159724° N 8.601474° O              |              |
| 5894463  | Casa da Música (Procedimento encerrado / arquivado - sem protecção legal) | Arquitectura civil                                                  | Centro cultural     | Cedofeita       | E/A  | 2012 | 41.15849525059° N 8.6304473876953° O  |              |
| 14898446 | Casas da Rua do Padrão n.º 99, 100 e 103 (encerrado/anulado-sem protecção legal) | Arquitectura civil                                                  | Conjunto            | Nevogilde       | E/A  | 2010 | 41.156524273536° N 8.6796712875366° O |              |
| 72267    | Casa da Pedra ou Casa das Águas Férreas e jardim (encerrado/arquivado-sem protecção legal) | Arquitectura civil                                                  | Casa                | Cedofeita       | E/A  | 2005 | 41.156769° N 8.618238° O              |              |
| 73490    | Casa da Prelada (incluindo mata e jardim) | Arquitectura civil                                                  | Casa                | Ramalde         | IIP  | 1977 | 41.17052° N 8.631206° O               | Mais imagens |
| 72261    | Casa Primo Madeira (habitação e logradouro na Rua do Campo Alegre, 855 a 1021) | Arquitectura civil                                                  | Habitação           | Massarelos      | IIM  | 1982 | 41.15288122° N 8.63949795° O          |              |
| 74493    | Casa de Ramalde (sedia actualmente o IPPAR - Direcção Regional do Porto e o Museu Nacional de Literatura) | Arquitectura civil                                                  | Casa                | Ramalde         | IIP  | 1977 | 41.168852° N 8.64665° O               | Mais imagens |
| 74212    | Casal de Santa Maria ou Casa de Serralves ou Parque de Serralves ou Quinta do Riba de Ave ou Primitiva Quinta do Conde de Vizela ou Primitiva Quinta de Carlos Alberto Cabral (e zona envolvente)                                                             | Arquitectura civil                                                  | Casal               | Lordelo do Ouro | MN   | 2012 | 41.159495° N 8.656371° O              | Mais imagens |
| 69766    | Casa da Rua de São Miguel, n.° 4 (painéis deazulejos) | Arquitectura civil                                                  | Edifício            | Vitória         | IIP  | 1962 | 41.143455° N 8.61593° O               | Mais imagens |
| 342627   | Casa Vicent (caducado-sem protecção legal) | Arquitectura civil                                                  | Casa                | Santo Ildefonso | E/A  | 1995 | 41.146264542493° N 8.6082172393799° O |              |
| 155972   | Casa e Quinta de Vilar D'Allen | Arquitectura civil                                                  | Quinta              | Campanhã        | IIP  | 2010 | 41.143552° N 8.572227° O              | Mais imagens |
| 341630   | Casa da Rua da Vilarinha ou Casa Manoel de Oliveira | Arquitectura civil                                                  | Casa                | Aldoar          | MIP  | 2013 | 41.166637° N 8.66663° O               |              |
| 73560    | Casa e Quinta de Bonjóia | Arquitectura civil                                                  | Quinta              | Campanhã        | MIP  | 2012 | 41.152421° N 8.576996° O              | Mais imagens |
| 71227    | Casa e Quinta da Revolta ou Horto do Freixo | Arquitectura civil                                                  | Quinta              | Campanhã        | MIP  | 2013 | 41.147011° N 8.577931° O              | Mais imagens |
| 74496    | Castelo do Queijo ou Fortaleza do Queijo | Arquitectura militar                                                | Forte               | Nevogilde       | IIP  | 1934 | 41.168615° N 8.689976° O              | Mais imagens |
| 328041   | Centro de Caridade de Nª Sª do Perpétuo Socorro (Procedimento caducado - sem protecção legal) | Arquitectura civil                                                  | Edifício            | Bonfim          | E/A  | 2012 | 41.162784° N 8.60267° O               |              |
| 11871408 | Centro Histórico do Porto | Arquitectura civil                                                  | Conjunto Urbano     |                 | MN   | 2001 | 41.14309126° N 8.61275314° O          | Mais imagens |
| 73007    | Chafariz da Colher | Arquitectura civil                                                  | Chafariz            | Miragaia        | IIP  | 1938 | 41.143729° N 8.621134° O              | Mais imagens |
| 74500    | Chafariz do Jardim de São Lázaro | Arquitectura civil                                                  | Chafariz            | Santo Ildefonso | IIP  | 1938 | 41.145889° N 8.60258° O               | Mais imagens |
| 70686    | Chafariz do Passeio Alegre | Arquitectura civil                                                  | Chafariz            | Foz do Douro    | MN   | 1910 | 41.148509° N 8.671688° O              | Mais imagens |
| 74497    | Chafariz da Rua Escura ou Chafariz do Largo do Dr. Pedro Vitorino | Arquitectura civil                                                  | Chafariz            | Sé              | IIP  | 1938 | 41.142548° N 8.61209° O               | Mais imagens |
| 74498    | Chafariz da Rua de São Domingos | Arquitectura civil                                                  | Chafariz            | Sé              | IIP  | 1939 | 41.14469874° N 8.61377737° O          |              |
| 74499    | Chafariz da Rua de São João (vestígios) | Arquitectura civil                                                  | Chafariz            | São Nicolau     | IIP  | 1938 | 41.14092° N 8.61301° O                | Mais imagens |
| 74504    | Chafariz da Rua das Taipas | Arquitectura civil                                                  | Chafariz            | Miragaia        | IIP  | 1938 | 41.143141° N 8.617727° O              | Mais imagens |
| 70202    | Chafariz das Virtudes | Arquitectura civil                                                  | Chafariz            | Miragaia        | MN   | 1910 | 41.144671° N 8.618937° O              | Mais imagens |
| 329677   | Cinema Batalha | Arquitectura civil                                                  | Cinema              | Santo Ildefonso | MIP  | 2012 | 41.145876741642° N 8.6065864562988° O | Mais imagens |
| 73121    | Antigo Clube dos Ingleses ou Clube Inglês ou Oporto British Club, edifício na Rua das Virtudes | Arquitectura civil                                                  | Edifício            | Miragaia        | IIP  | 1983 | 41.143158° N 8.617997° O              | Mais imagens |
| 155833   | Colégio dos Maristas (edifício onde esteve instalado) | Arquitectura civil                                                  | Edifício            | Lordelo do Ouro | MIP  | 2013 | 41.160036° N 8.639594° O              | Mais imagens |
| 71231    | Coliseu do Porto | Arquitectura civil                                                  | Coliseu             | Santo Ildefonso | MIP  | 2012 | 41.146862397643° N 8.605535030365° O  | Mais imagens |
| 10165548 | Companhia Aurifícia (arquivado processo individual, mas abrangido no Conjunto arquitectónico da Rua de Álvares Cabral - ver 155974) | Arquitectura civil                                                  | Edifício            | Cedofeita       | E/A  | 1998 | 41.15267908214° N 8.616156578064° O   |              |
| 7109174  | Companhia de Moagens Harmonia ou Milaneza, Massas e Bolachas S.A. ou Grupo Amorim-Lage (proprietário actual) (caducado-sem protecção legal) | Património industrial / Arquitectura Industrial Moderna (1925-1965) | Fábrica             | Campanhã        | E/A  | 2002 | 41.142563° N 8.574853° O              |              |
| 155974   | Conjunto arquitectónico da Rua de Álvares Cabral | Arquitectura civil                                                  | Conjunto            | Cedofeita       | CIP  | 2012 | 41.154763° N 8.616253° O              | Mais imagens |
| 72277    | Conjunto urbano - Avenida da Boavista (prédios 2402 a 2 806 -lado Norte- e 2045 a 2831-lado Sul) Avenida do Marechal Gomes da Costa (prédios 1 a 19) | Arquitectura civil                                                  | Conjunto urbano     | Lordelo do Ouro | CIP  | 2010 | 41.16205294° N 8.6544025° O           | Mais imagens |
| 9277999  | Conjunto Habitacional da Bouça (Operação SAAL na Rua da Boavista) (Procedimento caducado - sem protecção legal) | Arquitectura civil                                                  | Conjunto urbano     | Cedofeita       | E/A  | 2012 | 41.156540429326° N 8.617422580719° O  |              |
| 6881275  | Conjunto na Zona do Campo Alegre e Arrábida, junto às Ruas do Campo Alegre, da Rainha D. Estafânia, do Bom Sucesso e da Travessa do Campo Alegre. | Arquitectura civil                                                  | Conjunto            | Massarelos      | IIM  | 1983 | 41.15182957° N 8.6308292° O           |              |
| 342685   | Conjunto da Foz Velha | Arquitectura civil                                                  | Conjunto urbano     | Foz do Douro    | CIP  | 2013 | 41.150223° N 8.672504° O              | Mais imagens |
| 5975244  | Conjunto constituído pela Igreja de Nossa Senhora da Lapa e Cemitério da Irmandade de Nossa Senhora da Lapa | Arquitectura civil                                                  | Conjunto            | Cedofeita       | MIP  | 2013 | 41.157105879486° N 8.6135816574097° O | Mais imagens |
| 71050    | Conjunto de imóveis na Rua do Passeio Alegre (entre a Rua de Santa Anastácia e a Capela de Nossa Senhora da Lapa) / Espaço urbano do Passeio Alegre | Arquitectura civil                                                  | Conjunto urbano     | Foz do Douro    | IIM  | 1984 | 41.14826033° N 8.67156566° O          |              |
| 155834   | Conjunto - Praça da Liberdade, Avenida dos Aliadose Praça do General Humberto Delgado | Arquitectura civil                                                  | Conjunto            | Santo Ildefonso | CIP  | 2011 | 41.14788° N 8.611093° O               | Mais imagens |
| 71845    | Conjunto do Solar de Lamas / Quinta de Lamas, (anexos agrícolas, terreiro, jardim e horta) / Casa de Canavarros / Casa das Viscondessas de Lamas / Casa das Viscondessas de Roriz (Rua Dr. Manuel Pereira da Silva) (encerrado/arquivado-sem protecção legal) | Arquitectura civil                                                  | Quinta              | Paranhos        | E/A  | 2003 | 41.17327° N 8.604478° O               |              |
| 7534331  | Convento da Madre de Deus de Monchique (ficha não encontrada - desclassificado?) | Arquitectura religiosa                                              | Convento            | Miragaia        |      |      | 41.144992° N 8.624048° O              |              |
| 71035    | Cruzeiro do Senhor do Padrão | Arquitectura religiosa                                              | Cruzeiro            | Cedofeita       | IIM  | 1993 | 41.16546998° N 8.62479626° O          |              |
| 6457325  | Depósito de Materiais da Companhia Cerâmica das Devesas na R. José Falcão e R. da Conceição | Arquitectura civil                                                  | Edifício            | Vitória         | MIP  | 2014 | 41.149803119303° N 8.6138391494751° O |              |
| 73481    | Edifício na Avenida da Boavista (incluindo mata exótica, estufa, casa do guarda, coreto, lago, moínho de vento e jardim), no gaveto da Avenida da Boavista e Rua dos Belos Ares                                                                               | Arquitectura civil                                                  | Edifício            | Lordelo do Ouro | IIP  | 1982 | 41.16037743° N 8.63843583° O          | Mais imagens |
| 73480    | Edifícios na Avenida Rodrigues de Freitas | Arquitectura civil                                                  | Adega               | Bonfim          | IIP  | 1974 | 41.145999° N 8.600093° O              | Mais imagens |
| 73483    | Edifício da Biblioteca Pública Municipal do Porto ou Convento de Santo António da Cidade | Arquitectura civil                                                  | Biblioteca          | Santo Ildefonso | IIP  | 1974 | 41.146044° N 8.601528° O              | Mais imagens |
| 74506    | Edifício da Cadeia da Relação ou Tribunal da Relação do Porto | Arquitectura civil                                                  | Cadeia              | Vitória         | IIP  | 1933 | 41.144626° N 8.615831° O              |              |
| 74507    | Edifício na Rua Cândido dos Reis, 75-79 ou Casa Arte Nova | Arquitectura civil                                                  | Edifício            | Vitória         | IIP  | 1974 | 41.147023° N 8.613999° O              | Mais imagens |
| 14520886 | Edifício na Rua de Cedofeita n.º 137 a 149 / Antigo Tribunal de Trabalho (arquivado processo individual, mas abrangido no conjunto das edificações da rua de Cedofeita - ver 74768)                                                                           | Arquitectura civil                                                  | Tribunal            | Cedofeita       | E/A  | 2010 | 41.150417099489° N 8.6169719696045° O |              |
| 74768    | Edificações na Rua de Cedofeita e norte da Praça de Carlos Alberto | Arquitectura civil                                                  | Conjunto            | Vitória         | IIP  | 1993 | 41.147548° N 8.616012° O              | Mais imagens |
| 327942   | Edifício de Escritórios e Habitação DKW (encerrado/arquivado-sem protecção legal) | Arquitectura civil                                                  | Edifício            | Santo Ildefonso | E/A  | 2012 | 41.148962926573° N 8.6078953742981° O |              |
| 70794    | Edifício Fernandes Mattos (encerrado/arquivado-sem protecção legal) | Arquitectura civil                                                  | Edifício            | Vitória         | E/A  | 2005 | 41.146756° N 8.614452° O              |              |
| 6875374  | Edifício do Frigorífico do Peixe ou Lota de Peixe de Massarelos ouEntreposto Frigorífico do Peixe | Património industrial / Arquitectura Industrial Moderna (1925-1965) | Edifício            | Massarelos      | IIP  | 1977 | 41.147175° N 8.632446° O              |              |
| 73482    | Edifício na Rua da Galeria de Paris ou Casa Arte Nova | Arquitectura civil                                                  | Edifício            | Vitória         | IIP  | 1974 | 41.146906° N 8.614492° O              | Mais imagens |
| 330087   | Edifício da Garagem do Jornal "O Comércio do Porto" / Garagem do Comércio do Porto | Arquitectura civil                                                  | Edifício            | Santo Ildefonso | MIP  | 2011 | 41.147880354682° N 8.6122566461563° O |              |
| 10555424 | Edifício das Obras Públicas do Porto (Edifício da Direcção) (caducado-sem protecção legal) | Arquitectura civil                                                  | Edifício            | Santo Ildefonso | E/A  | 2008 | 41.148456° N 8.606061° O              |              |
| 328381   | Edifício Parnaso (edifício de habitação, comércio e serviços) | Arquitectura civil                                                  | Edifício            | Cedofeita       | MIP  | 2013 | 41.159819972354° N 8.6246109008789° O | Mais imagens |
| 71529    | Edifício na Rua de Pereira Reis, 278 (incluindo logradouro e mata) ou Directoria do Porto da Polícia Judiciária | Arquitectura civil                                                  | Edifício            | Paranhos        | IIM  | 1983 | 41.16831404° N 8.59471819° O          |              |
| 7760102  | Edifício do Pinheiro Manso / Edifício Quatro Casas na Avenida da Boavista, 2450/2460 (arquivado processo individual, mas abrangido no Conjunto urbano - Av. da Boavista - ver 72277)                                                                          | Arquitectura civil                                                  | Edifício            | Ramalde         | E/A  | 2006 | 41.162049321706° N 8.6525058746338° O |              |
| 18229586 | Edifício na Travessa de São Carlos, 3 a 7 | Arquitectura civil                                                  | Edifício            | Cedofeita       | MIM  | 2014 | 41.151802° N 8.614056° O              |              |
| 9725222  | Edifício dos SMGE (arquivado processo individual, mas abrangido no conjunto das Edificações na Rua de Cedofeita - ver 74768) | Arquitectura civil                                                  | Edifício            | Vitória         | E/A  | 1993 | 41.149011399523° N 8.6163282394409° O |              |
| 330478   | Edifício "Soares & Irmão" (encerrado/arquivado-sem protecção legal) | Arquitectura civil                                                  | Edifício            | Vitória         | E/A  | 2009 | 41.148365090574° N 8.6135387420654° O |              |
| 7381382  | Edifício na Rua das Taipas, 76 ou Antigas instalações da Faculdade de Psicologia e de Ciências da Educação (ficha não encontrada) | Arquitectura civil                                                  | Edifício            | Vitória         |      |      | 41.143574126859° N 8.617240190506° O  |              |
| 7955404  | Edifício UEP (Procedimento caducado - sem protecção legal) | Arquitectura civil                                                  | Edifício            | Sé              | E/A  | 2012 | 41.144101° N 8.604543° O              |              |
| 11466953 | Escola Industrial Aurélia de Sousa (encerrado/arquivado-sem protecção legal) | Arquitectura civil                                                  | Escola              | Bonfim          | E/A  | 2008 | 41.160329° N 8.599586° O              |              |
| 10949521 | Escola Secundária Carolina Michaëlis (encerrado/arquivado-sem protecção legal) | Arquitectura civil                                                  | Escola              | Cedofeita       | E/A  | 2008 | 41.158850666374° N 8.6218214035034° O |              |
| 10849905 | Escola Comercial Filipa de Vilhena (encerrado/arquivado-sem protecção legal) | Arquitectura civil                                                  | Escola              | Paranhos        | E/A  | 2008 | 41.166189° N 8.608421° O              |              |
| 8832381  | Escola Secundária Rodrigues de Freitas (Antigo Liceu D. Manuel II) (caducado-sem protecção legal) | Arquitectura civil                                                  | Escola              | Cedofeita       | E/A  | 2005 | 41.155764946889° N 8.6234307289124° O |              |
| 10830672 | Escola Superior de Belas-Artes do Porto (caducado-ver 10749664) | Arquitectura civil                                                  | Edifício            | Bonfim          | E/A  |      | 41.145566° N 8.600755° O              |              |
| 10859610 | Escola Técnica Elementar Clara de Resende ou Escola Secundária Clara de Resende | Arquitectura civil                                                  | Escola              | Ramalde         | MIP  | 2011 | 41.17154166° N 8.64679179° O          |              |
| 11464761 | Escola Técnica Elementar Ramalho Ortigão ou Escola E/B 2/3 Ramalho Ortigão (encerrado/arquivado-sem protecção legal) | Arquitectura civil                                                  | Escola              | Campanhã        | E/A  | 2008 | 41.151908° N 8.589667° O              |              |
| 73561    | Espaldão Militar ou Espaldão Militar do Porto (encerrado/arquivado-sem protecção legal) | Arquitectura militar                                                | Espaldão            | Aldoar          | E/A  | 2005 | 41.159564° N 8.670101° O              |              |
| 72342    | Estação dos Caminhos de Ferro de São Bento ou Estação de São Bento | Arquitectura civil                                                  | Estação ferroviária | Sé              | IIP  | 1997 | 41.14557° N 8.610565° O               | Mais imagens |
| 9562473  | Estádio do Dragão (encerrado/arquivado-sem protecção legal) | Arquitectura civil                                                  | Estádio             | Campanhã        | E/A  | 2006 | 41.161872° N 8.583691° O              |              |
| 73485    | Estátuas (elementos decorativos e muro) | Arquitectura civil                                                  | Conjunto            | Miragaia        | IIP  | 1970 | 41.143484° N 8.618295° O              |              |
| 73484    | Estátua equestre de D. Pedro IV | Arquitectura civil                                                  | Estátua             | Santo Ildefonso | IIP  | 1982 | 41.14648° N 8.611357° O               | Mais imagens |
| 9157817  | Faculdade de Arquitectura da Universidade do Porto (Procedimento caducado - sem protecção legal) | Arquitectura civil                                                  | Escola              | Massarelos      | E/A  | 2012 | 41.150276° N 8.636284° O              |              |
| 10749664 | Faculdade de Belas-Artes da Universidade do Porto (conjunto de edifícios e jardim) | Arquitectura civil                                                  | Escola              | Bonfim          | MIP  | 2013 | 41.145566° N 8.600755° O              | Mais imagens |
| 327859   | Faculdade de Economia do Porto | Arquitectura civil                                                  | Edifício            | Paranhos        | MIP  | 2013 | 41.175585° N 8.598304° O              | Mais imagens |
| 71051    | Farol da Senhora da Luz ou Farol da Luz | Arquitectura civil                                                  | Farol               | Foz do Douro    | IIM  | 1996 | 41.154442° N 8.677483° O              |              |
| 70785    | Fonte dos Leões (ficha não encontrada) | Arquitectura civil                                                  | Fonte               | Vitória         |      |      | 41.147052255909° N 8.6154270172119° O |              |
| 71036    | Fonte das Oliveiras e edifício anexo | Arquitectura civil                                                  | Fonte               | Cedofeita       | IIM  | 1993 | 41.15051214° N 8.61458234° O          |              |
| 73486    | Fontanário do Largo da Sé ou Chafariz do Anjo São Miguel | Arquitectura civil                                                  | Fontanário          | Sé              | IIP  | 1926 | 41.142972° N 8.611274° O              | Mais imagens |
| 71229    | Fornos da Fábrica de Louça de Massarelos (Procedimento caducado - sem protecção legal) | Arquitectura civil                                                  | Forno               | Bonfim          | E/A  | 2012 | 41.140438° N 8.592506° O              |              |
| 74767    | Forte de São João Baptista (Foz do Douro) ou Esplanada do Castelo ou Forte de São João da Foz | Arquitectura militar                                                | Forte               | Foz do Douro    | IIP  | 1967 | 41.14896° N 8.674474° O               |              |
| 6854193  | Hospital Joaquim Urbano (encerrado/arquivado-sem protecção legal) | Arquitectura civil                                                  | Hospital            | Bonfim          | E/A  | 2008 | 41.154963° N 8.593377° O              |              |
| 11070832 | Hospital Psiquiátrico Magalhães Lemos (encerrado/arquivado-sem protecção legal) | Arquitectura civil                                                  | Hospital            | Aldoar          | E/A  | 2008 | 41.177806° N 8.665713° O              |              |
| 70197    | Hospital de Santo António | Arquitectura civil                                                  | Hospital            | Miragaia        | MN   | 1910 | 41.147186° N 8.618235° O              | Mais imagens |
| 10859454 | Hospital Escolar do Porto ou Hospital de São João (encerrado/arquivado-sem protecção legal) | Arquitectura civil                                                  | Hospital            | Paranhos        | E/A  | 2009 | 41.182723730811° N 8.6009216308594° O |              |
| 7930509  | Hotel D. Henrique (caducado-sem protecção legal) | Arquitectura civil                                                  | Hotel               | Santo Ildefonso | E/A  | 2004 | 41.152242848703° N 8.6070692539215° O |              |
| 155835   | Igreja dos Carmelitas conjunto constituido pelas Igrejas dos Carmelitas Descalços e venerável Ordem Terceira de Nº Srª do Carmo e sua Sacristia | Arquitectura religiosa                                              | Conjunto            | Vitória         | MN   | 2013 | 41.147438° N 8.616413° O              | Mais imagens |
| 70401    | Igreja dos Clérigos e Torre dos Clérigos | Arquitectura religiosa                                              | Igreja              | Vitória         | MN   | 1910 | 41.145788° N 8.614135° O              | Mais imagens |
| 74505    | Igreja da Misericórdia do Porto | Arquitectura religiosa                                              | Igreja              | Vitória         | IIP  | 1977 | 41.143571° N 8.614456° O              | Mais imagens |
| 70198    | Igreja de Santa Clara (Porto) | Arquitectura religiosa                                              | Igreja              | Sé              | MN   | 1910 | 41.142506° N 8.609258° O              | Mais imagens |
| 73487    | Igreja de Santo Ildefonso | Arquitectura religiosa                                              | Igreja              | Santo Ildefonso | IIP  | 1977 | 41.146259° N 8.606529° O              | Mais imagens |
| 70399    | Igreja de São Bento da Vitória e Convento de São Bento da Vitória | Arquitectura religiosa                                              | Igreja              | Vitória         | MN   | 1977 | 41.144194° N 8.61609° O               | Mais imagens |
| 70199    | Igreja de São Francisco (Porto) | Arquitectura religiosa                                              | Igreja              | São Nicolau     | MN   | 1910 | 41.140989° N 8.615767° O              | Mais imagens |
| 74772    | Igreja de São João Baptista (Foz do Douro) ou Igreja de São João da Foz | Arquitectura religiosa                                              | Igreja              | Foz do Douro    | IIP  | 1977 | 41.148883° N 8.668882° O              | Mais imagens |
| 73488    | Igreja de São José das Taipas (incluindo os retábulos com pinturas e esculturas) | Arquitectura religiosa                                              | Igreja              | Vitória         | IIP  | 1982 | 41.14437° N 8.617149° O               | Mais imagens |
| 70400    | Igreja e Colégio de São Lourenço ou Igreja e Convento dos Grilos ouSeminário Maior da Sé do Porto | Arquitectura religiosa                                              | Convento            | São Nicolau     | MN   | 1982 | 41.142087° N 8.612548° O              | Mais imagens |
| 70398    | Igreja de São Martinho de Cedofeita | Arquitectura religiosa                                              | Igreja              | Cedofeita       | MN   | 1910 | 41.155785° N 8.621709° O              | Mais imagens |
| 73478    | Igreja de São Martinho de Lordelo ou Igreja de Lordelo do Ouro | Arquitectura religiosa                                              | Igreja              | Lordelo do Ouro | IIP  | 1986 | 41.153403° N 8.648895° O              | Mais imagens |
| 155978   | Igreja de São Miguel de Nevogilde e adro | Arquitectura religiosa                                              | Igreja              | Nevogilde       | MIP  | 2010 | 41.16425° N 8.67694° O                | Mais imagens |
| 73009    | Igreja de São Pedro de Miragaia | Arquitectura religiosa                                              | Igreja              | Miragaia        | IIP  | 1958 | 41.142942° N 8.619626° O              | Mais imagens |
| 5556634  | Igreja e Mosteiro de São João Novo, incluindo a Capela de Nossa Senhora da Esperança (Procedimento caducado - sem protecção legal) | Arquitectura civil                                                  | Quinta              | São Nicolau     | E/A  | 2012 | 41.142042° N 8.617661° O              | Mais imagens |
| 11951373 | Imóvel na Rua 5 de Outubro n.º 444 (encerrado/arquivado-sem protecção legal) | Arquitectura civil                                                  | Edifício            | Ramalde         | E/A  | 2007 | 41.162533952835° N 8.6326789855957° O |              |
| 4029161  | Imóvel pertencente à Liga dos Combatentes (encerrado/arquivado-sem protecção legal) | Arquitectura civil                                                  | Edifício            | Santo Ildefonso | E/A  | 2006 | 41.147589° N 8.604135° O              |              |
| 327894   | Imóvel da Ourivesaria Cunha, incluindo o seu recheio | Arquitectura civil                                                  | Edifício            | Santo Ildefonso | IIP  | 2002 | 41.14618° N 8.607889° O               | Mais imagens |
| 10853953 | Instituto Industrial do Porto ou Instituto Superior de Engenharia do Porto (encerrado/arquivado-sem protecção legal) | Arquitectura civil                                                  | Escola              | Paranhos        | E/A  | 2008 | 41.178497° N 8.607675° O              |              |
| 155836   | Jardim da Cordoaria ou Jardim de João Chagas (arquivado processo individual, mas abrangido pela Zona Histórica do Porto - ver 73299) | Arquitectura civil                                                  | Jardim              | Vitória         | E/A  | 2008 | 41.145675° N 8.616639° O              |              |
| 9270126  | Vestígios da Judiaria do Porto (Hêkhal) |                                                                     |                     | Vitória         | MIP  | 2012 | 41.143299° N 8.616033° O              |              |
| 6853117  | Liceu Alexandre Herculano | Arquitectura civil                                                  | Escola              | Bonfim          | MIP  | 2011 | 41.14813716° N 8.5943023° O           | Mais imagens |
| 72272    | Livraria Lello e Irmão | Arquitectura civil                                                  | Livraria            | Vitória         | MIP  | 2013 | 41.146887° N 8.614789° O              | Mais imagens |
| 6381474  | Maternidade de Júlio Dinis (encerrado/arquivado-sem protecção legal) | Arquitectura civil                                                  | Hospital            | Massarelos      | E/A  | 2007 | 41.151051° N 8.623264° O              |              |
| 155837   | Mercado do Bolhão | Arquitectura civil                                                  | Mercado             | Santo Ildefonso | MIP  | 2013 | 41.149803119303° N 8.6061787605286° O |              |
| 328007   | Mercado do Bom Sucesso | Arquitectura civil                                                  | Mercado             | Massarelos      | MIP  | 2011 | 41.155801° N 8.629128° O              | Mais imagens |
| 74815    | Mercado Ferreira Borges | Arquitectura civil                                                  | Mercado             | São Nicolau     | IIP  | 1982 | 41.142004° N 8.614868° O              | Mais imagens |
| 71120    | Muralhas de D. Fernando ou Muralhas Fernandinas (e miradouro) | Arquitectura militar                                                | Muralha             |                 | MN   | 1926 | 41.142686° N 8.608677° O              | Mais imagens |
| 11183660 | Museu Nacional Soares dos Reis (caducado-ver 74508) | Arquitectura civil                                                  | Palácio             | Miragaia        | E/A  |      | 41.147831880896° N 8.621563911438° O  | Mais imagens |
| 74771    | Dois obeliscos da Quinta da Prelada e actualmente no Passeio Alegre | Arquitectura civil                                                  | Obelisco            | Foz do Douro    | IIP  | 1938 | 41.147703° N 8.668266° O              | Mais imagens |
| 70404    | Paço Episcopal do Porto | Arquitectura religiosa                                              | Paço                | Sé              | MN   | 1910 | 41.141995° N 8.611584° O              | Mais imagens |
| 155829   | Palacete Manuelino (incluindo logradouro na Avenida do Brasil 777) (encerrado/arquivado-sem protecção legal) | Arquitectura civil                                                  | Casa                | Nevogilde       | E/A  | 2008 | 41.158689113984° N 8.6829328536987° O |              |
| 70784    | Palacete do Visconde de Vilar de Allen / Casa das Artes (Ex-Edifício da Secretaria de Estado da Cultura -Delegação Norte), incluindo jardins e auditório | Arquitectura civil                                                  | Edifício            | Lordelo do Ouro | MIP  | 2012 | 41.146683° N 8.614587° O              | Mais imagens |
| 70402    | Palácio da Bolsa ou Palácio da Associação Comercial do Porto | Arquitectura civil                                                  | Palácio             | São Nicolau     | MN   | 1982 | 41.141369° N 8.615686° O              | Mais imagens |
| 74508    | Palácio dos Carrancas ou Museu Nacional de Soares dos Reis | Arquitectura civil                                                  | Palácio             | Miragaia        | IIP  | 1934 | 41.14773° N 8.621553° O               |              |
| 70403    | Palácio do Freixo | Arquitectura civil                                                  | Palácio             | Campanhã        | MN   | 1910 | 41.142563° N 8.574853° O              |              |
| 74816    | Palácio de São João Novo ou Museu de Etnografia e História | Arquitectura civil                                                  | Palácio             | Miragaia        | IIP  | 1977 | 41.142564° N 8.617622° O              | Mais imagens |
| 10316223 | Parque residencial da Boavista (Foco) (encerrado/anulado-sem protecção legal) | Arquitectura civil                                                  | Conjunto            | Ramalde         | E/A  | 2010 | 41.163147813786° N 8.6470127105713° O |              |
| 5194590  | Passeio Marítimo e Avenida Montevideu | Arquitectura civil                                                  | Conjunto urbano     | Foz do Douro    | CIP  | 2011 | 41.159852° N 8.684177° O              | Mais imagens |
| 71052    | Passos da freguesia de São João da Foz do Douro | Arquitectura civil                                                  | Conjunto            | Foz do Douro    | IIM  | 1993 | 41.15018566° N 8.67190308° O          |              |
| 330449   | Pavilhão Rosa Mota ou Pavilhão dos Desportos, nos jardins do Palácio de Cristal | Arquitectura civil                                                  | Pavilhão            | Massarelos      | E/A  | 2004 | 41.146875° N 8.625888° O              |              |
| 70797    | Ponte da Arrábida | Arquitectura civil                                                  | Ponte               | Lordelo do Ouro | MN   | 2013 | 41.147476405367° N 8.6403608322144° O | Mais imagens |
| 74503    | Ponte de D. Luís | Arquitectura civil                                                  | Ponte               | Sé              | IIP  | 1982 | 41.140739° N 8.609661° O              | Mais imagens |
| 70405    | Ponte de D. Maria Pia | Arquitectura civil                                                  | Ponte               | Bonfim          | MN   | 1982 | 41.139827° N 8.596988° O              | Mais imagens |
| 74817    | Ponte Pênsil (pilares que a sustentavam) | Arquitectura civil                                                  | Pilar               | São Nicolau     | IIP  | 1982 | 41.140533° N 8.609878° O              | Mais imagens |
| 74501    | Praça da Ribeira e suas naturais extensões | Arquitectura civil                                                  | Conjunto            | São Nicolau     | IIP  | 1971 | 41.140803° N 8.612988° O              | Mais imagens |
| 155832   | Quarteirão compreendido entre as ruas de Marechal Saldanha, Côrte Real, da Escola e da Índia(encerrado/arquivado-sem protecção legal) | Arquitectura civil                                                  | Conjunto urbano     | Nevogilde       | E/A  | 2002 | 41.159060683887° N 8.6808729171753° O |              |
| 11190997 | Quartel da GNR da Bela Vista | Arquitectura militar                                                | Quartel             | Campanhã        | MIP  | 2010 | 41.15906323° N 8.58653957° O          |              |
| 12248486 | Quartel de Santo Ovídio | Arquitectura militar                                                | Quartel             | Cedofeita       | MIP  | 2012 | 41.155845726738° N 8.6125946044922° O | Mais imagens |
| 74814    | Quinta da Prelada (lago, fontes e escadaria) | Arquitectura civil                                                  | Conjunto            | Ramalde         | IIP  | 1938 | 41.17052° N 8.631206° O               | Mais imagens |
| 6365315  | Quinta do Vilar / Quinta Pacheco Pereira (Procedimento caducado - sem protecção legal) | Arquitectura civil                                                  | Quinta              | Massarelos      | E/A  | 2012 | 41.148923° N 8.627298° O              |              |
| 73705    | Quinta do Viso ou Casa da Quinta do Rio | Arquitectura civil                                                  | Quinta              | Ramalde         | IIP  | 1993 | 41.177458° N 8.640888° O              | Mais imagens |
| 71541    | Quiosque na Praça Marquês de Pombal | Arquitectura civil                                                  | Quiosque            | Santo Ildefonso | IIM  | 1996 | 41.16059309° N 8.60464817° O          |              |
| 71511    | Quiosque no Largo Mompilher | Arquitectura civil                                                  | Quiosque            | Vitória         | IIM  | 1996 | 41.15007737° N 8.61304243° O          |              |
| 71034    | Quiosque na Praça Mouzinho de Albuquerque (actualmente na Praça da Liberdade) | Arquitectura civil                                                  | Quiosque            | Cedofeita       | IIM  | 1996 | 41.146172° N 8.61181° O               |              |
| 71049    | Quiosque no Jardim do Passeio Alegre ou Chalet do Passeio Alegre ou Chalet do Carneiro ou Chalet Suíço | Arquitectura civil                                                  | Quiosque            | Foz do Douro    | IIM  | 1996 | 41.14882479° N 8.6721659° O           |              |
| 71540    | Quiosque no Largo da Ramadinha (actualmente na Praça de Carlos Alberto) | Arquitectura civil                                                  | Quiosque            | Santo Ildefonso | IIM  | 1996 | 41.148956° N 8.615642° O              | Mais imagens |
| 71539    | Quiosque do Serviço de Transportes Colectivos do Porto | Arquitectura civil                                                  | Quiosque            | Santo Ildefonso | IIM  | 1997 | 41.146536° N 8.611692° O              |              |
| 74811    | Recolhimento dos Orfãos | Arquitectura civil                                                  | Edifício            | Sé              | IIP  | 1933 | 41.145416° N 8.602395° O              |              |
| 74812    | Restaurante Comercial | Arquitectura civil                                                  | Restaurante         | São Nicolau     | IIP  | 1984 | 41.140833° N 8.614835° O              | Mais imagens |
| 70397    | Sé Catedral do Porto ou Sé do Porto | Arquitectura religiosa                                              | Sé                  | Sé              | MN   | 1910 | 41.142823° N 8.611157° O              | Mais imagens |
| 342684   | Solar do Conde de Bolhão ou Palácio do Conde do Bolhão | Arquitectura civil                                                  | Solar               | Santo Ildefonso | MIP  | 2010 | 41.14899022° N 8.60813852° O          |              |
| 74813    | Teatro de São João | Arquitectura civil                                                  | Teatro              | Sé              | MN   | 2012 | 41.144626° N 8.607465° O              | Mais imagens |
| 74770    | Torre, farol, capela ou Ermida de São Miguel-O-Anjo | Arquitectura religiosa                                              | Ermida              | Foz do Douro    | IIP  | 1951 | 41.147071° N 8.666864° O              | Mais imagens |
| 70203    | Torre do Palácio dos Terenas ou Torre de Pedro-Sem | Arquitectura civil                                                  | Palácio             | Massarelos      | MN   | 1910 | 41.149056° N 8.625042° O              | Mais imagens |
| 73299    | Zona Histórica do Porto | n/a                                                                 | n/a                 | Massarelos      | IIP  |      | 41.145641° N 8.629867° O              |              |
| 74769    | Zona do Passeio Alegre | Arquitectura civil                                                  | Conjunto urbano     | Foz do Douro    | IIP  | 1993 | 41.147555° N 8.66708° O               | Mais imagens |

 Legenda: PM - Património Mundial · MN - Monumento Nacional · IIP - Imóvel de Interesse Público · MIP - Monumento de Interesse Público · CIP - Conjunto de Interesse Público · SIP - Sítio de Interesse Público · IIM - Imóvel de Interesse Municipal · MIM - Monumento de Interesse Municipal · CIM - Conjunto de Interesse Municipal · SIM - Sítio de Interesse Municipal · VC - Em vias de classificação · SPL - Sem proteção legal